# Dvips
dvips は TeX の DeVice-Independent（デバイス非依存）なファイル形式 DVI から印刷可能な PostScript 形式に変換するために、今日広く使用されているプログラムである。作者は Tomas Rokicki。
TeX は組版結果を DVI形式で出力する。この DVIファイルをプリンターが直接取り扱うことはなく、そしてこのファイルにはフォントのグリフなどの情報は含まれていない。したがって、印刷や画面表示などを行う場合は変換プログラムで DVI形式からプリンター言語やビットマップ画像に変換する必要がある。これらの変換を行うソフトウェアを DVIドライバという。
dvips はプリンタが直接理解できるような PostScript を出力する DVIドライバの中で最も有名なものの1つである。dvips の生成する PostScript はサイズが小さく、プリンタのメモリ消費量も比較的少ない。また、TeX の\specialコマンドや仮想フォントなどの拡張を幅広く理解できることも特徴である。
\specialコマンドは DVIファイルを拡張するために用意されたコマンドであり、このコマンドを用いてPostScriptコードの埋め込みや取り込み、色に関する処理などが行われる。dvips は色などの基本的な\specialコマンドの他に MetaPost, emTeX, tpic, PSTricks といったグラフィックパッケージが生成する拡張された\specialコマンドにも対応している。
PostScript を生成する同種のDVIドライバとしては、dvi2ps, dvipsone などがあるが、グラフィックパッケージの対応状況や対応フォントの広さから今日では dvips が標準的な地位にある。こういった事情から dvips はほとんどのTeX / LaTeX ディストリビューションで標準配布のパッケージ一式の中に含められている。
dvips にパッチを当てて機能を拡張したものもしばしば配布される。このような機能拡張版はコマンド名やバナーに元の dvips との違いを見てとることができ、たとえば TeX のフォントサーチ機構 (kpathsea) に対応させるパッチを当てた dvips は dvipsk という名前でいくつかの TeX のディストリビューションの標準配布に含まれている（dvips, dvipsk がともに含まれている配布も少なくない）。他にもローカライゼーションのための変更を加えることもよくあり、日本では dvips の日本語化パッチを当て pTeX に対応したものが知られるが、コマンド名としては dvips, dvipsk, pdvips など配布元によっていくつか異なるものがある。また、PDF 形式へ変換するために、いったん dvips でPostScriptを出力した後に Distiller や Ghostscript などで変換して PDF形式を得るという使い方もよくなされている（dvipdfm(x) というプログラムを用いて DVIファイルから直接 PDF形式を得ることも多い）。